# دوير المشايخ
دوير المشايخ قرية سورية تتبع ناحية وادي العيون في منطقة مصياف في محافظة حماة. بلغ عدد سكانها 692 نسمة في عام 2004 حسب إحصاء المكتب المركزي للإحصاء.

## الموقع والمساحة
إحدى قرى محافظة حماة مساحتها 2كم2 تقع في الجبال الساحلية السورية وتمتد على سفوحها تبعد عن محافظة حماة مسافة 68كم غربا تابعة لمنطقة مصياف تبعد عنها 20كم وهي إداريا تابعة لناحية وادي العيون. ويوجد فيها بلدية تابعة خدميا لبلدية الزيتونة. (تعد هذه القرية من القرى الجميلة في الساحل السوري).

## سبب التسمية
أن أول من سكن في القرية سكن في دوارة والدوارة عند أهل القرية تعني بالعامية قطعة أرض صغيرة كان يجتمع فيها شيوخ القرية ومن هنا جاءت تسميتها دوير . أما كلمة المشايخ جاءت نسبة إلى الشيوخ الذين كانو يعلمون أبناء القرية حفظ القرآن الكريم أو ما يعرف(بشيخ الكتاب أو بالخطيب) ومن هنا جاءت التسمية دوير المشايخ.

## السكان
عدد سكان القرية حوالي 2000 نسمة أغلب السكان خارج القرية بسبب العمل والوظيفة، تربط بين سكان القرية روابط وعادات توارثوها عن الأجداد فهم يد واحدة في الأفراح والأحزان. و فيها عدد من الأحياء الشعبية
- حي الظهر -2- حي الضيعة - 3-الحي الشرقي -4- الحي الغربي -5-حي عين الريحان .

## التعليم
القرية متقدمة تعليميا ويوجد فيها مدرسة لمرحلة التعليم الأساسي. ويوجد فيها الكثير من الأشخاص من حملة الشهادات الجامعية والمعاهد المتوسطة في أغلب الاختصاصات .

## السياحة
تعتبر القرية مصيف سياحي من حيث الطبيعة الجميلة والغابات والجو المعتدل والمناظر الطبيعة الساحرة وتحوي عددا من المقاهي والمطاعم، هذا إضافة لسياحة السفاري والشلالات وتسلق الجبال واكتشاف الغابات والتمتع بالطبيعة الرائعة فهي قبلة للزوار من كل الأقطار العربية ولا سيما الخليجية فيها العديد من المطاعم أهمها: مطعم العلاء السياحي – مطعم هلتون الجبل –استراحة عين الريحان- استراحة الأطلال..

## المناخ
تتميز بروعة مناخها حيث تكسوها الثلوج شتاءً بالإضافة إلى أمطارها الغزيرة أما صيفها فهو معتدل وهواؤها عليل، بالنسبة لارتفاعها عن سطح البحر 875م وأعلى قمة فيها تسمى الصومعة وارتفاعها 1000م .

## أهم الينابيع
يوجد في القرية عدد من الينابيع العذبة أهمها: عين الريحان – عين الضيعة -عين الجب- عين الشرقية- وغيرها من الينابيع التي تتفجر في فصل الشتاء نتيجة الأمطار والثلوج .

## الخدمات
يوجد في القرية جمعية فلاحية تعاونية تقدم للفلاحيين ما يحتاجونه من الخدمات (القروض-البذور- الأسمدة)..
وفيها جامع الإمام علي بن أبي طالب ومبرة القائد الخالد حافظ الأسد. وتتوفر فيها جميع الخدمات (كهرباء- مياه- هاتف- محلات تجارية وغيرها.)
وتفتقر القرية إلى مجموعة من الخدمات أهمها:1-الصرف الصحي 2-الطرق الزراعية. 3-نقطة طبية.

## الزراعة والصناعات التقليدية
يعمل أغلب سكان القرية بالزراعة وتربية الحيوانات ومن أهم زراعاتهم(الزيتون -الأشجار المثمرة بأنواعها – الكرمة–الحبوب بأنواعها، أما الحيونات التي تربى فيها/الأبقار- الأغنام- الدجاج /. كما تشتهر القرية بإحدى الصناعات القديمة التي توارثها البعض عن الأجداد وهي صناعة الفخار (المقلي) وكذلك سلال من عيدان الريحان التي تسمى (السانونة) .

## الطرق
هناك عدة طرق أهمها
- طريق مصياف –وادي العيون – دوير المشايخ
- طريق طرطوس –الشيخ بدر- دوير المشايخ

## وصلات خارجية
- الوحدات الإدارية في محافظة حماة